# Sholoi Ubashi Khuntaij
Pour les articles homonymes, voir Ubashi Khan.
Ubashi Huang Taizi ou Sholoi Ubashi Khuntaij (mongol : ᠱᠣᠯᠣᠢ
ᠤᠪᠠᠰᠢ
ᠬᠤᠨ
ᠲᠠᠶᠢᠵᠢ, cyrillique : Шолой убаши хунтайж, MNS : Sholoi ubashi khuntaij ; chinois : 硕垒乌巴什 ; pinyin : shuòlěi wūbāshí), est un Altan Khan des Khalkha ou Altan Khan des Khotogoid (à ne pas confondre avec le Altan Khan, toumète), est un prince et khuntaij mongol du clan des Qotogoïds.

## Biographie

### Famille
Il venait de la branche Khubilaid de la dynastie Chingizid. Il était l'arrière-arrière-petit-fils du grand Khagan de Mongolie, Dayan Khan, de son fils Geresandza. Fils de Tumen-Dara-noyon. On ne sait rien de la date de naissance et de la jeunesse. Vers 1587, il reçut de Laikhor Khan, le souverain de l'État de Dzasaktu-Khan, les terres du Khotogoit (nord-ouest de la Mongolie) et de la région proche du lac Hubsugul, acceptant le titre d'Altyn-Khan (Khan d'or). La même année, en alliance avec le noyon d'Uriankhan, Sain-Magik tente de restaurer le pouvoir des Mongols sur les Oirats. Cela a déclenché la longue guerre Mongole-Oirat. Cependant, à la suite d'un désaccord avec un allié, il subit une lourde défaite.

### Carriere
En conséquence, dans les années 1590, Ubashi-huntaiji se consacra à la lutte contre les Kirghizes Ienisseï, sur le territoire desquels il mena plusieurs campagnes réussies. Il a également tenté d'établir le pouvoir le long du fleuve Irtych. De plus, il commença une longue guerre contre les Urianhais, qu'il considérait comme des traîtres, la lutte se termina par la soumission des Urianhais en 1604. Parallèlement, il envoie la première ambassade au voïvode de Tobolsk du royaume de Moscou. En réponse, le voïvode envoya le cosaque Ivan à tête blanche, mais il fut contraint d'attendre à Tomsk le retour d'Ubashi-huntaiji de la campagne contre les Kirghizes, qui s'acheva avec succès en 1608.
En 1608, Ubashi-Khuntaiji occupa le centre de l'ancien domaine d'Oirat dans les régions kirghize-Nor et Ubsa-Nor. Un étang (urgu) d'Altyn Khan fut fondé près du lac Ubsa. En conséquence, un khanat assez fort a été créé. En 1609, il commença une deuxième campagne contre les Oirats, mais fut de nouveau vaincu, il fut donc contraint de se retirer de toutes les terres Oirat.
Dans les années 1610, il rétablit les relations diplomatiques avec le royaume de Moscou, où le Temps des Troubles avait alors pris fin. C'est à cette époque que commence la propagation du lamaïsme par les Ubashi-huntaiji terrestres, qui avaient initialement des lamas comme traducteurs et messagers. En même temps, il n'a pas interféré avec la prédication des canons bouddhistes.
En 1614, il lance une nouvelle campagne militaire contre les Oirats, à la tête d'une armée forte de 80 000 hommes. Cette fois, elle a eu beaucoup de succès. La même année, il bat Baibagas-batur, le chef des Oirat. En 1615, il bat les Oirats dirigés par Khara Khula. grâce à cela, les Oirats de l'Est reconnurent la suprématie d'Ubashi-Khuntaiji, tandis que d'autres se retirèrent à Tobolsk, tentant d'obtenir une protection en Moscovie.
En 1616, Altyn-Khan reçut la première ambassade de Moscou dirigée par Ataman Vasyl Tyumentsev, qui prévoyait de se rendre en Chine à l'avenir. En 1618, il reçut une nouvelle ambassade moscovite dirigée par le cosaque Ivan Petlin, qui se rendit également en Chine. Cette fois, Ubashi-huntaiji a aidé à accomplir la tâche. Parallèlement, depuis 1618, des frictions commencent avec le voïvode de Tobolsk concernant la construction des forteresses d'abord de Kouznetsk puis de Toungouska sur les terres des Tatars de Kouznetsk et d'Abyssinie, affluents d'Altyn Khan. Dans les années 1620, les relations avec la Moscovie se détériorent en raison des efforts visant à soumettre les peuples situés entre l'Ienisseï et l'Irtych (dans leur cours supérieur), qu'Ubashi-huntaiji considérait comme ses affluents.
En 1620, il conquit les Oirats près de l'Irtych Noir. En 1623, la guerre avec les Oirats, menés par Hara-Hula et Baibagas, reprend. Mais Ubashi-huntaiji inflige une défaite décisive à l'armée d'Oirat, forte de 36 000 hommes. En conséquence, ces tribus furent presque entièrement conquises, à l'exception des régions montagneuses de Tarabagai. Cependant, en 1627, Hara Khula dirigea à nouveau la résistance d'Oirat. Dans cette guerre, Ubashi-huntaiji fut vaincu et mourut. Son pouvoir a été hérité par le fils d'Ombo-Erdeni-Huntaiji.
Il a soumis les Kirghizes du Ienisseï et repoussé les Oïrats hors de la Mongolie occidentale au XVIIe siècle. Le Khanat khotogoïd n'était pas indépendant mais soumis au Zasagt khan aimag (province du khan Zasagt) des khalkhas.

## Famille

### Epouses et descendance
Le prince Ubashi avait huit fils : Chandman Toin, Goosh Taij, Zorigt Taij, Badma Prince, Dorjdai Prince, Dai Noyon, Gombo Ilden et San Taij.
Le prince Badma succéda à son père, devint le Golden Khan de deuxième génération et devint le dirigeant de Khotogoid.
- Chandman Toin (Гүмэчи номч);
  - Gumechi (Гүмэчи);
    - Yadam (Ядам);

  - Tuscher (Түсхэр баатар);
    - Cuohur Taij (Цөөхүр тайж);

  - Sultan Khan (Султан тайж);
- Goosh Taij;
  - Setsen Gyush;
    - Tseren;

  - Hero Taiji
  - Duger;
    - Khorgol Tajy;

  - Buima
- Zorigt Taij;
  - Sodnom Khuur;
  - Ceren Sword;
    - Bahasu;

  - Sanjuba Taiji;
    - Dorje Taij;

  - Ubashi;
    - Dorzhjav

  - Erh Taiji;
  - Tarwa
- Badma, son successeur;
  - Luvsanrinchin;
    - Raash Queen Hero;
    - Huchigir;
    - Bandida;
    - Andi Raash;
    - Tahahi
- Dorjdai, prince;
  - Senggun;
    - Genden beil;
      - Buwei Beil;
        - Sunjinsenge;
          - Bandi Bale;
            - Chingunjaw;

  - Erdenedai, prince;
    - Mahanitu

  - Baldan;
- Dai Noyon;
  - Sharaw;
    - Durgal;

  - Ayush;
- Gombo Ilden;
  - Erdene Gurbagula;
- San Taij.